# Св. св. Кирил и Методий (Тетово)
„Св. св. Кирил и Методий“ (на македонска литературна норма: „Св. св. Кирил и Методиј“) е православна църква в град Тетово, Северна Македония, катедрала на Тетовско-Гостиварската епархия на Македонската православна църква – Охридска архиепископия. Църквата се слави като един от най-хубавите храмове в страната. В храма е разположена Тетовската галерия за икони.
Изграждането на църквата започва в 1903 година. Инициатор за изграждането е Михаил Мартинов, български екзархийски архиерейски наместник в Тетово, който на 21 ноември 1902 година успява да получи ферман от султан Абдул Хамид II за строеж на църква. При градежа майсторите се натъкват на проблеми, свързани с нестабилността и влажността на землището. Смята се, че църквата е дълбока, колкото е и висока, и че в основите е наливано олово. При градежа е използван бигор, който цялото местно население носи от Тетовското кале. Главен майстор е Дамян Андреев. Църквата се градила дълго време с доброволни дарения от местните християни и строежът завършва едва в 1918 година. Църквата е осветена на 12 юли 1925 година от владиката Варнава Скопски.
Църквата е трикорабна кръстокуполна базилика. Живописта е дело на известния зограф Данаил Несторов в 1912 година. Иконостасът в църквата е дело на майстори от рода Максевци. В същата 1924 година почива ктиторът на храма Михаил Мартинов и е погребан в църковния двор.